# Пенинский, Владимир Иванович
Владимир Иванович Пенинский (1825—1885) — русский инженер путей сообщения. Действительный статский советник

## Биография
Родился в Санкт-Петербурге 5 (17) мая 1825 года в семье автора многих учебников по русскому языку Ивана Степановича Пенинского.
Поступил кадетом в 1840 году в Институт корпуса инженеров путей сообщения. По окончании курса в 1846 году в чине подпоручика был определён на  службу в 6-й (Казанский) округ путей сообщения. Его служба состояла, главным образом, в наблюдении за правильностью и успешностью судоходства по Волге. В 1871 году ему была объявлена Высочайшая благодарность за порядок на фарватере и на пристанях Волги, во время путешествия императора Александра II. В 1879 году после производства в действительные статские советники вышел в отставку.
Скончался 10 (22) января 1885 года в Казани.